# ラファウ・クルザワ
ラファウ・マチェイ・クルザワ（Rafał Maciej Kurzawa [ˈrafaw kuˈʐava] ( 音声ファイル)、より原語に近い姓の転写はクジャヴァ、1993年1月29日 - ）は、ポーランド・ウッチ県ヴィエルシュフ（Wieruszów）出身のプロサッカー選手。サッカーポーランド代表。ポゴニ・シュチェチン所属。ポジションはミッドフィールダー。

## 経歴
2017年にポーランド代表デビュー。2018 FIFAワールドカップに参加した。

## 代表歴

### 試合数
- 国際Aマッチ 試合 得点（2017年-2018年）[2]

| ポーランド代表 | 国際Aマッチ | 国際Aマッチ |
| 年             | 出場        | 得点        |
| -------------- | ----------- | ----------- |
| 2017           | 1           | 0           |
| 2018           | 6           | 0           |
| 通算           | 7           | 0           |